# LaVell Edwards Stadium
Das LaVell Edwards Stadium ist ein Football-Stadion auf dem Campus der Brigham Young University in der US-amerikanischen Stadt Provo im Bundesstaat Utah. Es dient hauptsächlich als Heimspielstätte der BYU Cougars. Seit 2011 bietet es 63.470 Plätze.

## Geschichte
Das Stadion wurde am 2. Oktober 1964 als Cougars Stadium eröffnet und ersetzte ein kleineres Stadion mit 5.000 Plätzen und demselben Namen. Zunächst bestand es nur aus Stehplätzen auf beiden Seiten des Spielfeldes mit Platz für knapp 30.000 Zuschauer. Kurze Zeit später wurden Sitze eingerichtet und die Kapazität so auf 35.000 Plätze gebracht. Durch temporäre Tribünen hinter dem Spielfeld fanden sogar 45.000 Zuschauer platz. 1982 wurde das Stadion erweitert um Platz für über 65.000 Zuschauer zu schaffen. Die Spielfläche wurde hierfür abgesenkt und die Leichtathletikanlage entfernt. Ende 2000 änderte man den Namen zu Ehren des ehemaligen Trainers LaVell Edwards in LaVell Edwards Stadium.
Um höhere Einnahmen zu erzielen, wurde 2003 die Zahl der Luxussitze erhöht. Dadurch verringerte sich die Kapazität auf 64.045 Zuschauer und wegen der blauen und weißen Luxussitze entstand der Schriftzug BYU. Im August 2008 wurde zusätzlich eine zweite Anzeigetafel über der Nordtribüne gebaut. Durch Umbauten zu behindertengerechten Plätzen sank die Kapazität 2010 und 2011. 2012 wurden die alten Videowände gegen moderne LED-Bildschirme ausgewechselt.

## Galerie

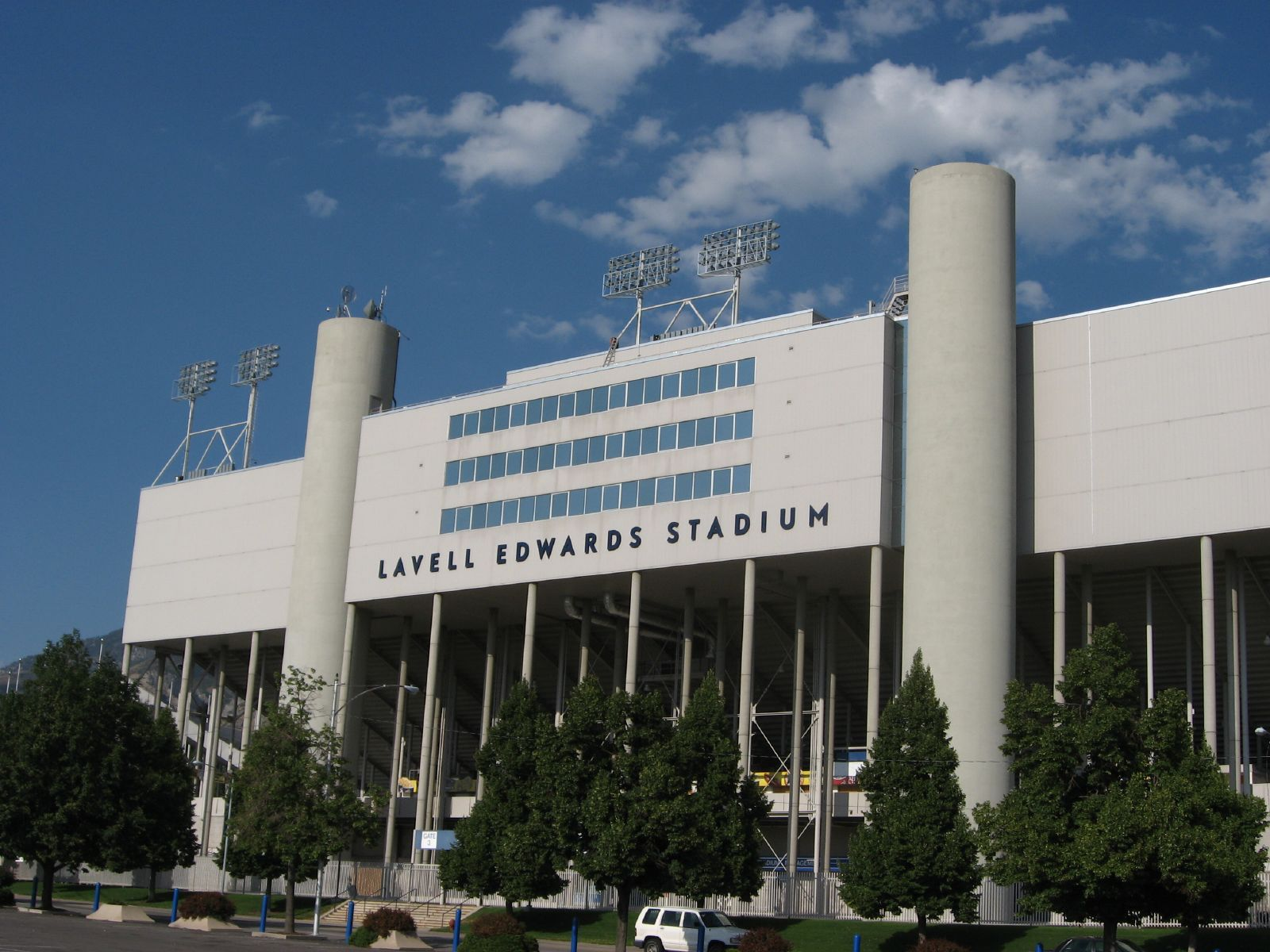
Die frühere Stadionfassade im August 2007
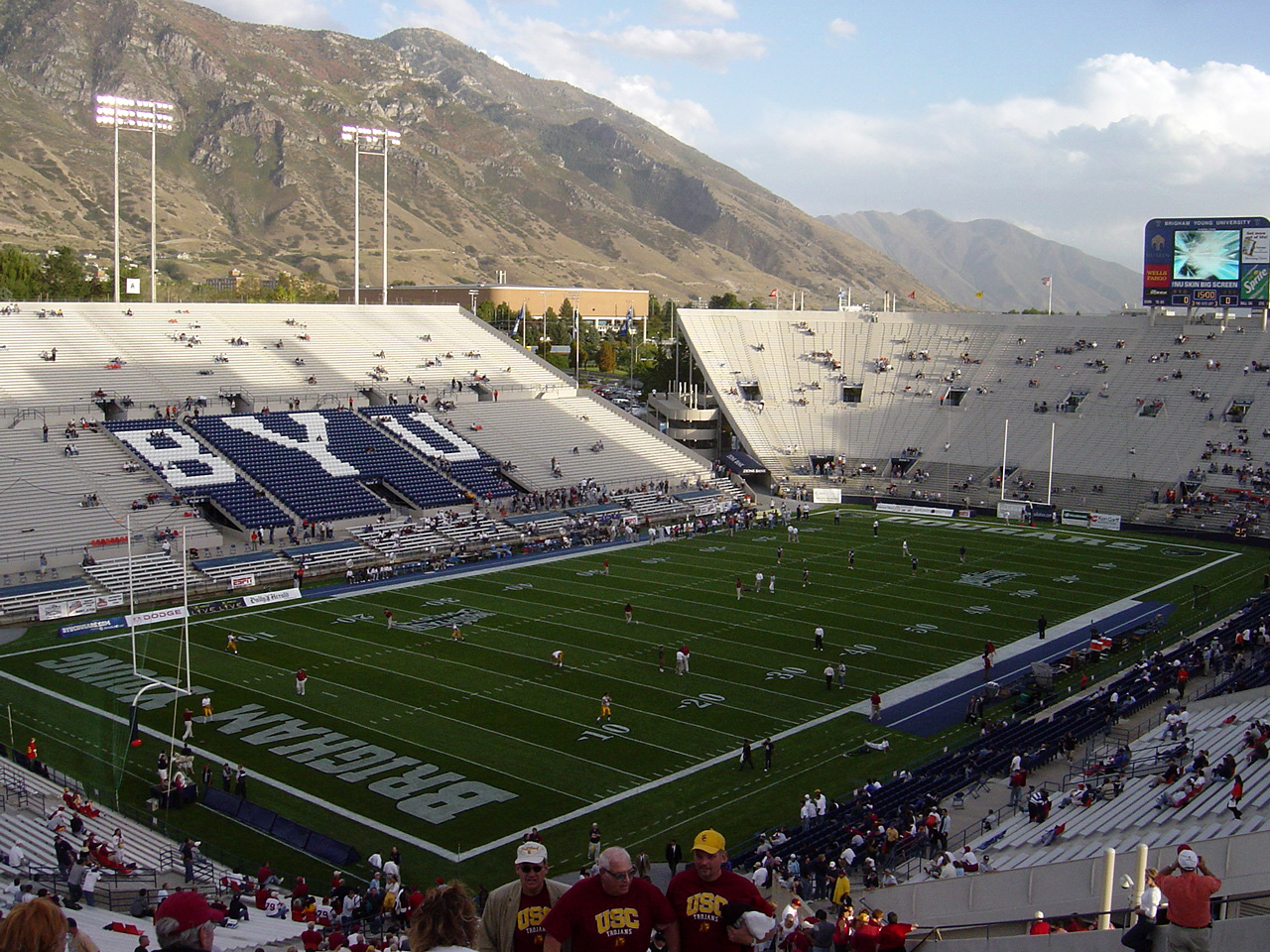
Der Stadioninnenraum im Jahr 2004
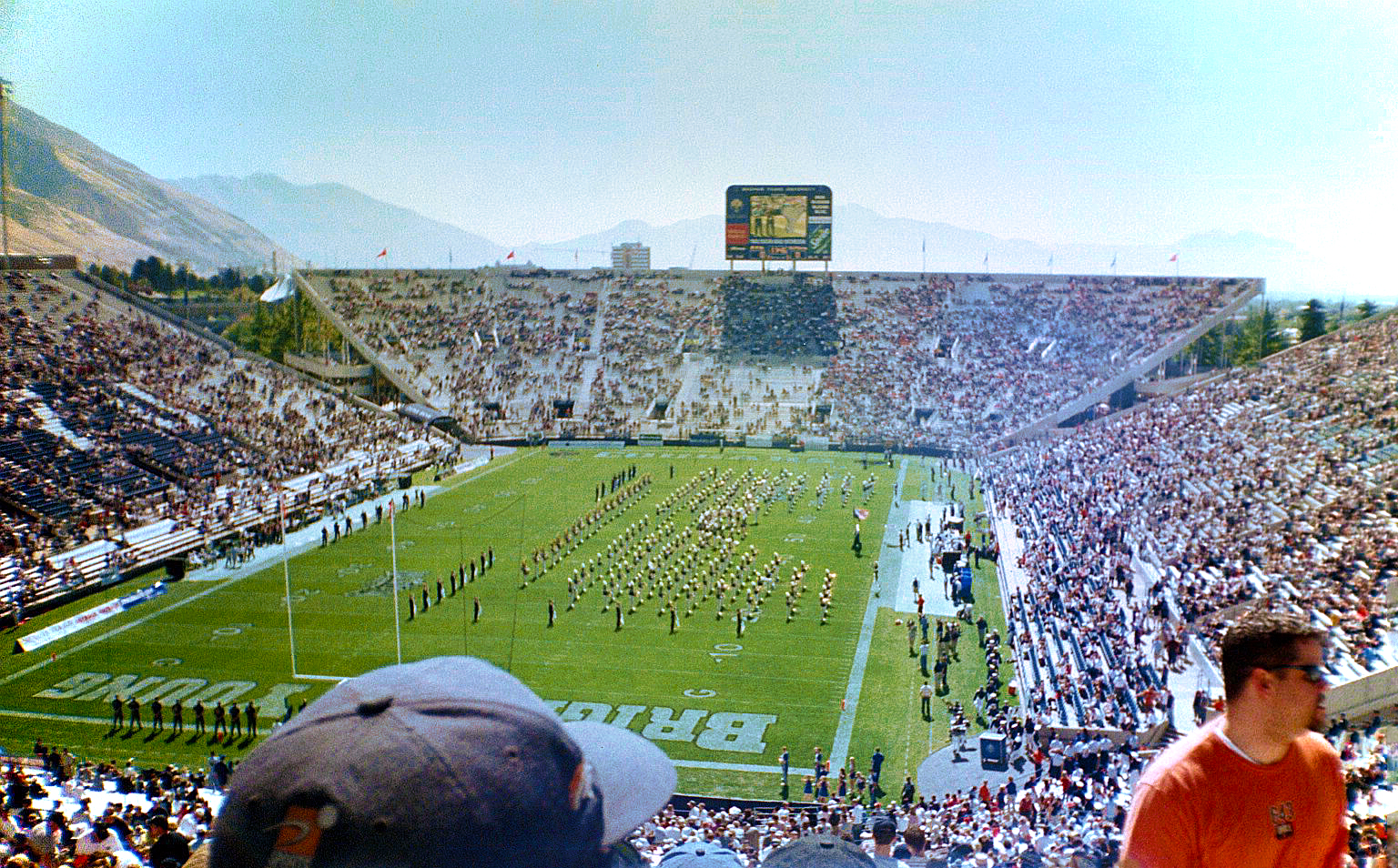
Vor einem Spiel der BYU Cougars